# Podedwórze (gemeente)
De gemeente Podedwórze is een landgemeente in het Poolse woiwodschap Lublin, in powiat Parczewski.
De zetel van de gemeente is in Podedwórze.
Op 30 juni 2004 telde de gemeente 1906 inwoners.

## Oppervlakte gegevens
In 2002 bedroeg de totale oppervlakte van gemeente Podedwórze 107,2 km², waarvan:
- agrarisch gebied: 72%
- bossen: 15%

De gemeente beslaat 11,25% van de totale oppervlakte van de powiat.

## Demografie
Stand op 30 juni 2004:
| Omschrijving                   | Totaal | Totaal | Vrouwen | Vrouwen | Mannen | Mannen |
| ------------------------------ | ------ | ------ | ------- | ------- | ------ | ------ |
| eenheid                        | aantal | %      | aantal  | %       | aantal | %      |
| inwoners                       | 1906   | 100    | 980     | 51,4    | 926    | 48,6   |
| bevolkingsdichtheid (inw./km²) | 17,8   | 17,8   | 9,1     | 9,1     | 8,6    | 8,6    |

In 2002 bedroeg het gemiddelde inkomen per inwoner 1221,57 zł.

## Plaatsen
Antopol, Bojary, Grabówka, Hołowno, Kaniuki, Mosty, Niecielin, Nowe Mosty, Opole, Podedwórze, Rusiły, Zaliszcze.
Zonder de status sołectwo : Piechy.

## Aangrenzende gemeenten
Dębowa Kłoda, Jabłoń, Sosnówka, Wisznice, Wyryki